# Западный округ (Краснодар)
Западный внутригородской округ — один из четырёх внутригородских округов города Краснодара (муниципального образования город Краснодар) Краснодарского края России.

## География

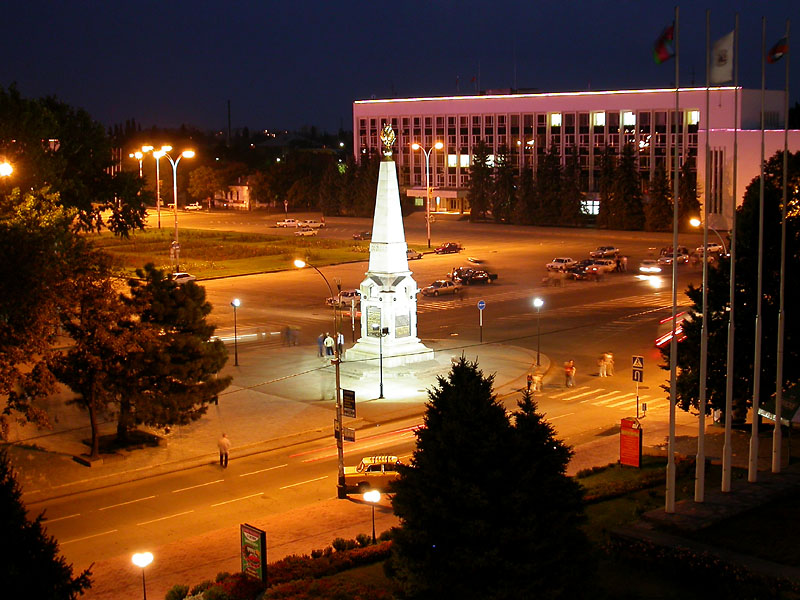

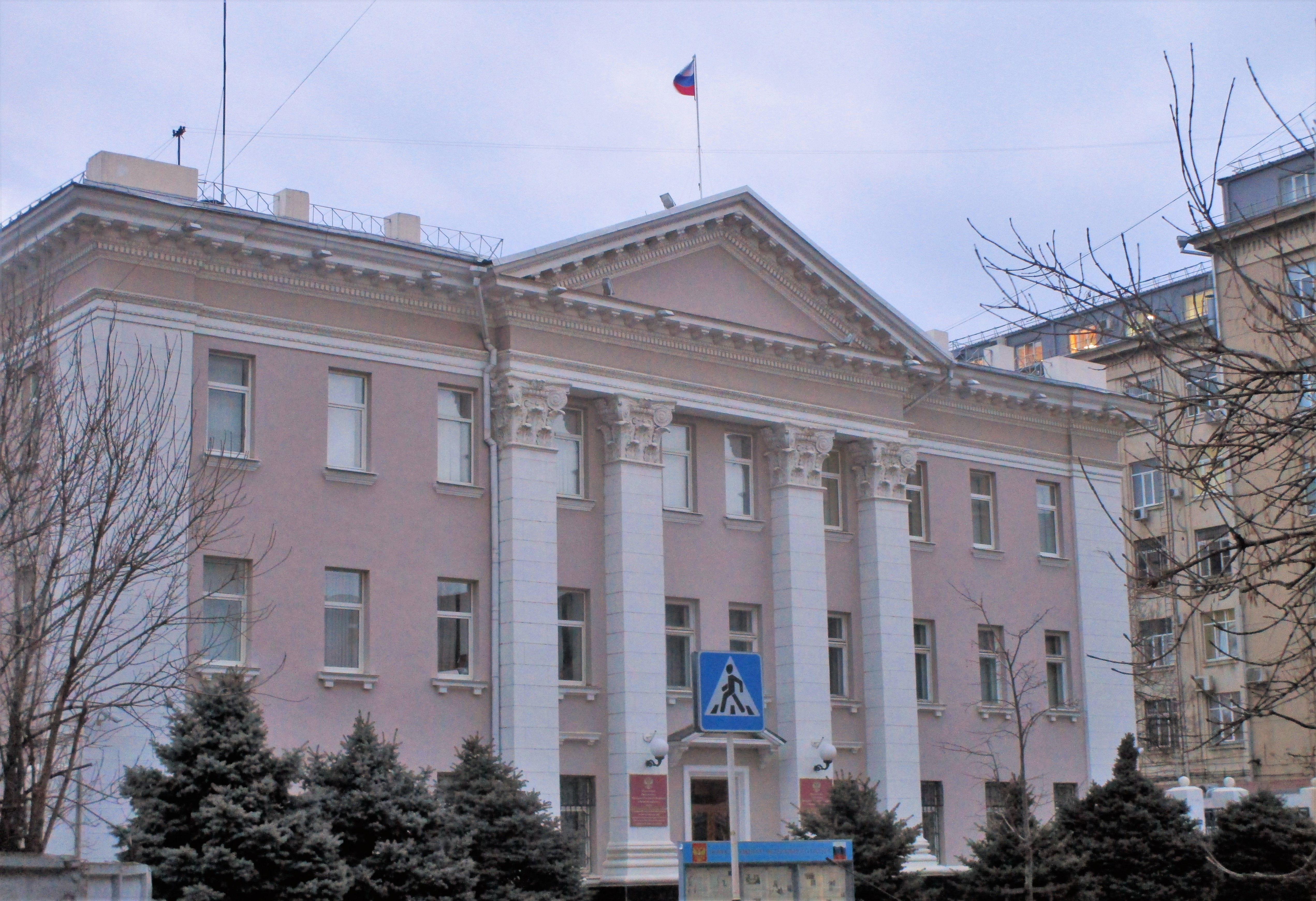
Здание администрации округа (ул. Красная, 111)

Округ расположен в западной части Краснодара и является самым маленьким по площади в городе, занимая лишь 4 % территории. С южной и юго-западной стороны округ по реке Кубань граничит с Республикой Адыгеей, соединяясь с ней через Яблоновский и Тургеневский мосты. 
Граница Западного внутригородского округа проходит от Бурсаковского переката реки Кубань у выхода ливневого коллектора на восток по ул. 70-летия Октября и ул. Алма-Атинская; далее на север по ул. 2-я Линия, на восток по ул. Красных Партизан, на север по четной стороне ул. Тургенева до железной дороги. На восток по железной дороге вдоль ул. Стахановской; далее по северо-западной границе территории мебельной фирмы Краснодар до железной дороги Краснодар-Тимашевск; далее на юг по железной дороге, на запад по ул. Офицерская, на юг по четной стороне ул. Красной; далее на восток по ул. Постовая и ул. Ставропольская, по восточной границе территории завода Седина до реки Кубань. Далее по берегу реки в западном направлении до Бурсаковского переката.

## История
- 12 июня 1936 года в результате районирования Краснодара был образован Кагановичский район, занимавший большую территорию нынешнего округа.
- В 1940 году из состава района был выделен Красногвардейский район.
- В 1955 году территория района была увеличена за счет упраздненных Кировского и Красногвардейского районов.
- 12 сентября 1957 года район переименован в Ленинский.
- В марте 1994 года Ленинский район преобразован в Западный административный округ.
- С марта 2004 года — Западный внутригородской округ города Краснодара.

## Население
| 2002     | 2010     | 2012     | 2013     | 2014     | 2015     | 2016     |
| -------- | -------- | -------- | -------- | -------- | -------- | -------- |
| 158 321  | ↗169 021 | ↗171 692 | ↗174 060 | ↗177 725 | ↗178 076 | ↗179 414 |
| 2017     | 2018     | 2019     | 2020     | 2021     | 2023     |          |
| ↗180 377 | ↗182 157 | ↗184 205 | ↘183 780 | ↗199 511 | ↘196 443 |          |